# Gobemouche à collier
Ficedula albicollis
Espèce
Statut de conservation UICN

 LC  : Préoccupation mineure

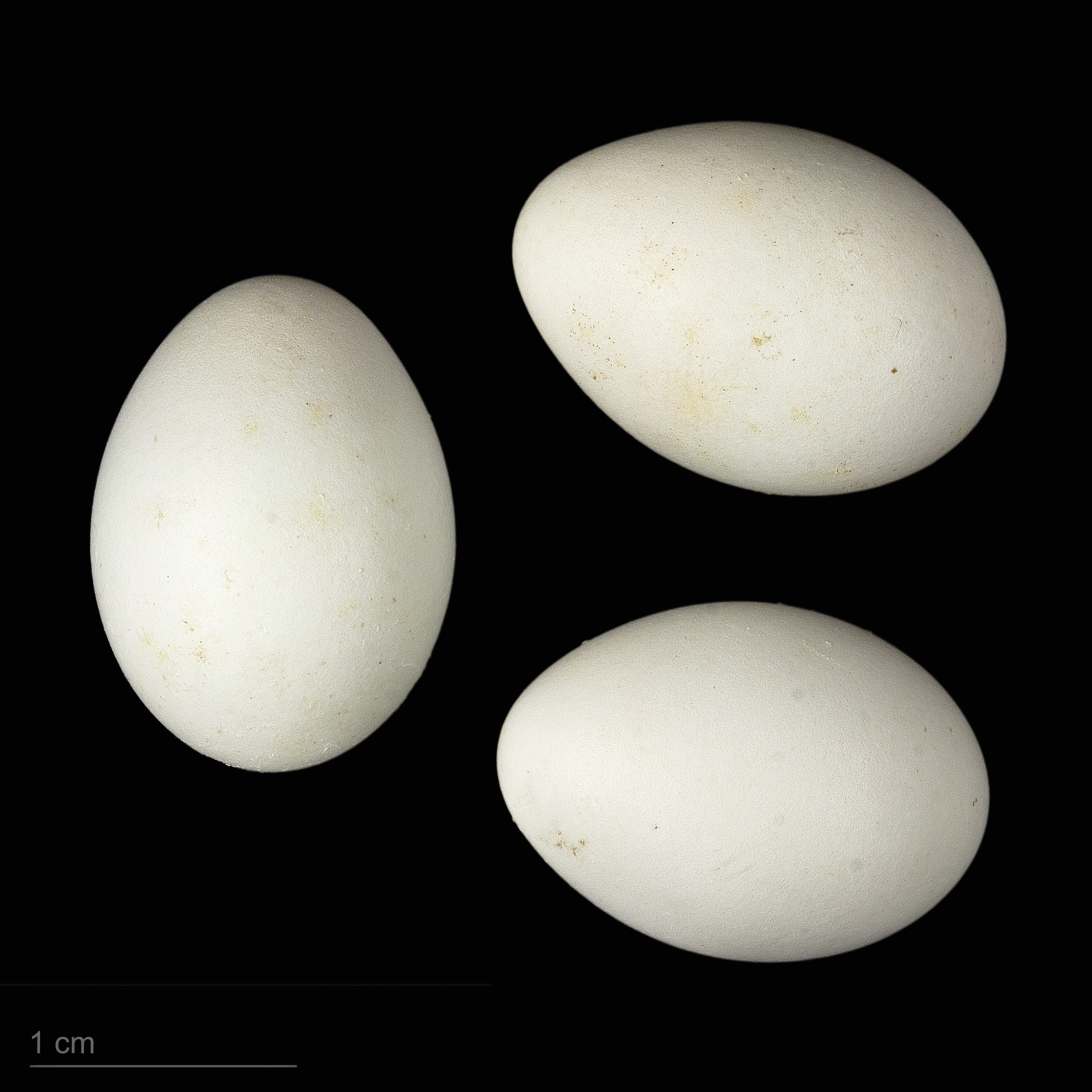
Oeufs de Ficedula albicollis - Muséum de Toulouse

Le Gobe-Mouche à collier (Ficedula albicollis) appartient aux passereaux cavernicoles de la famille des Muscicapidae.

## État des populations

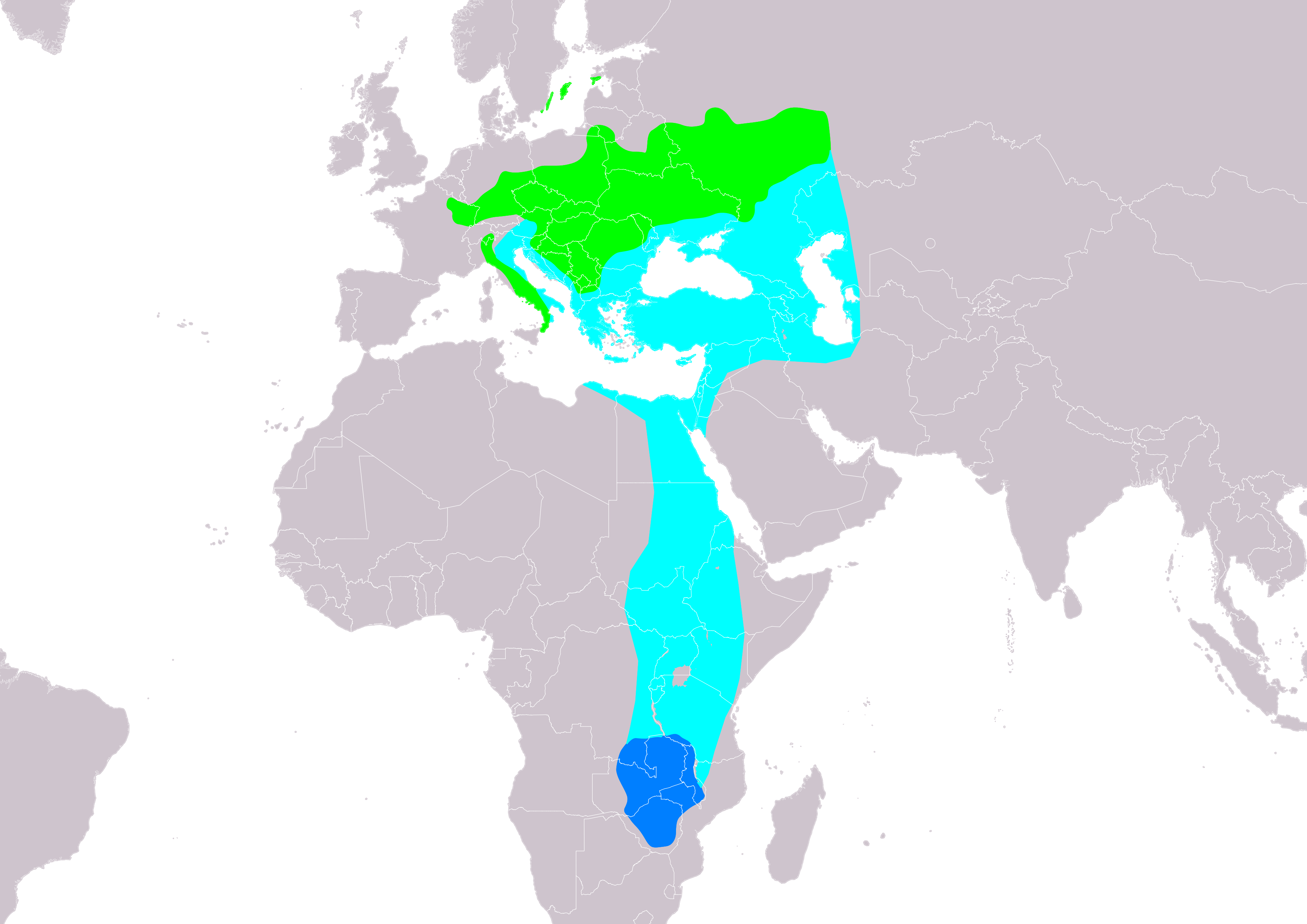

C'est une espèce considérée comme bioindicatrice de certains habitats, dont les populations ont été en augmentation (ou restauration) dans les forêts européennes d'Europe centrale et de l'Est de 1980 à 1996. Elles ont chuté de 1996 à 2000 pour remonter à leur niveau antérieur en 2005. L'espèce est plus rare en Europe de l'Ouest, et en progression de 1998 à 2004.